# Gary Thain

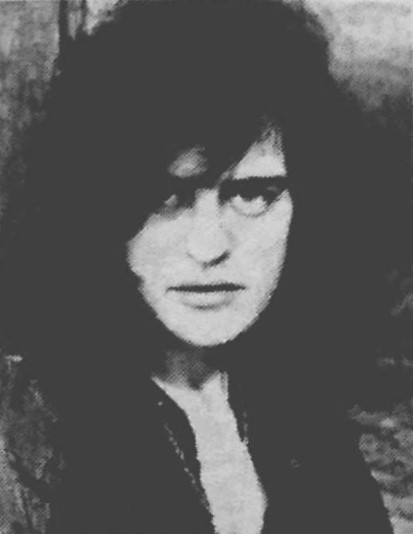
Gary Thain

Gary Mervin Thain (Christchurch, 15 mei 1948 – Norwood Green, 8 december 1975) was een Nieuw-Zeelandse basgitarist, bekend van de Britse band Uriah Heep.
Thain vertrok op 17-jarige leeftijd naar Australië en vervolgens naar het Verenigd Koninkrijk. In 1972 volgde hij Mark Clarke op als basgitarist van Uriah Heep. Hij overleed op 27-jarige leeftijd aan een overdosis heroïne, in december 1975 en hoort tot de leden van de Club van 27.
- Biblioteca Nacional de España: XX1135616
- International Standard Name Identifier: 0000 0000 6107 6755
- MusicBrainz: 9ee465b6-ba68-4100-9b04-1df615f70b7c
- Nationale Bibliotheek van Tsjechië: xx0199669
- Virtual International Authority File: 86849439
- WorldCat: E39PBJy8mfTQXdrx3xdVYq3fbd